# Antonella Ponziani
Antonella Ponziani, née le 29 février 1964 à Rome dans la région du Latium en Italie, est une actrice et une réalisatrice italienne jouant pour le cinéma, la télévision et le théâtre.

## Biographie
Antonella Ponziani débute par le théâtre puis s'oriente vers le cinéma. Elle apparaît sur grand écran pour la première fois en 1986 dans le film La Bonne de Salvatore Samperi et obtient ses premiers rôles d'importance en 1987 dans les films Intervista de Federico Fellini et Tango blu d'Alberto Bevilacqua. Elle continue à faire de la figuration et des petits rôles au cinéma avant d'obtenir à nouveau l'un des premiers rôles du film Verso sud de Pasquale Pozzessere en 1992. Avec cette prestation, elle remporte le David di Donatello et le Ruban d'argent de la meilleure actrice en 1993. Elle continue alors sa carrière de comédienne en Italie en jouant pour le cinéma, la télévision et le théâtre. Elle dirige son premier film L'ultimo mundial en 1999. Another Hollywood, son second film long métrage comme réalisatrice, est attendu pour 2019. 

### Films
- 1986 : La Bonne de Salvatore Samperi
- 1987 : Non scommettere mai con il cielo de Mariano Laurenti
- 1987 : Caramelle da uno sconosciuto de Franco Ferrini
- 1987 : Intervista de Federico Fellini : Antonella
- 1987 : Soldati - 365 all'alba de Marco Risi : Annina
- 1987 : Tango blu d'Alberto Bevilacqua : Silvia la jeune muette
- 1988 : Angela come te de Anna Brasi
- 1988 : Le Tueur de la pleine lune (Un delitto poco comune) de Ruggero Deodato : Gloria Datti
- 1989 : Les Eaux printanières (Torrents of Spring) de Jerzy Skolimowski
- 1991 : Crack de Giulio Base : Roberta
- 1992 : Verso sud de Pasquale Pozzessere : Paola
- 1992 : Un'altra vita de Carlo Mazzacurati : Rita
- 1993 : Il Gioiello di Arturo de Toni Occheillo : Styla
- 1993 : Le donne non vogliono più de Pino Quartullo
- 1994 : Cari fottutissimi amici de Mario Monicelli : Wilma
- 1996 : Ferie d'agosto de Paolo Virzì : Francesca
- 1997 : Un paradiso di bugie de Stefania Casini : Anna
- 1997 : La medaglia de  Sergio Rossi : Lidia
- 1997 : Fiabe metropolitane de Egidio Eronico : Elena
- 2000 : Dancing North de Paolo Quaregna
- 2000 : Metronotte de Francesco Calogero
- 2000 : Les Chamanes (Le sciamane) d'Anne Riitta Ciccone : Claudia
- 2005 : La clessidra de Rachel Bryceson Griffiths
- 2005 : Concorso di colpa de Claudio Fragasso : Laura
- 2007 : Il lupo de Stefano Calvagna : Sara
- 2009 : Nient'altro che noi d'Angelo Antonucci
- 2009 : Impotenti esistenziali de Giuseppe Cirillo
- 2010 : Dopo quella notte de Giovanni Galletta : Francesca
- 2010 : La scuola è finita de Valerio Jalongo
- 2010 : Prigioniero di un segreto de Carlo Fusco
- 2019 : Another Hollywood
- 2024 : Sei fratelli de Simone Godano

### Séries télévisées
- 1999 : La Vita che verrà
- 2001 : Résurrection (Resurrezione) des Frères Taviani
- 2001 – 2003 : Il bello delle donne
- 2002 : Lo Zio d'America

### Téléfilms
- 1986 : Cuore in gola de Stefania Casini
- 1988 : Cambiamento d'aria de Gian Petro Calasso
- 1996 : Il piccolo Lord de Gianfranco Albano
- 1998 : Les Insoumis de Gérard Marx
- 2000 : Il ritorno del piccolo Lord de Giorgio Capitani
- 2000 : Aleph de Gianni Lepre
- 2002 : Maria José - L'ultima regina de Carlo Lizzani
- 2004 : Con le unghie e con i denti de Pier Francesco Pingitore

### Comme réalisatrice
- La nota stonata (1991, court métrage)
- Cattiva condotta (1999, court métrage)
- L'ultimo mundial (1999)
- Another Hollywood (2019)

### Récompenses notables
- David di Donatello de la meilleure actrice, en 1993, pour son interprétation dans Verso sud.
- Ruban d'argent de la meilleure actrice, en 1993, pour son interprétation dans Verso sud.
- Ciak d'or de la meilleure actrice dans un second rôle, en 1996, pour son interprétation dans Ferie d'agosto.